# ユーロダンス
ユーロダンス (Eurodance) は、1990年代初頭にできた、ドイツ、イタリア、フランス、ベルギー、スウェーデン他の欧州諸国由来の、電子音楽のジャンルの一種である。このジャンルの曲は、ハウス、Hi-NRG、イタロ・ディスコの要素を含んでいる。1990年代初頭に誕生してから、このジャンルはさらに発展形であるトランスやテクノの音楽性も含むようになった。
シンセサイザーのメロディと、シンセベースに、コンピューターの打ち込みビートなどが加わることにより、ユーロダンスの中核となるサウンドが完成した。1980年代にブームになったHi-NRG、ハウス、ヒップホップなどのジャンルを横断し、サンプラーやPCM音源を使用して制作される音楽である。

## 概要・定義
ユーロダンスの定義は時代がたつにつれて、だんだんヨーロッパにおけるダンス・ミュージックと結びつくようになってきた。ユーロダンスの最盛期である1990年代後半、このジャンルはユーロ・ハウスやユーロ・エナジーとも呼ばれていたが、ヨーロッパではダンス・フロアもしくはただ単にダンスと呼ばれていた。
広い意味でのユーロダンスという言葉を用いる者もいるが、狭義のユーロダンスは1990年代にできたNRGをベースとした音楽で、このような音楽にはボーカルのソロまたはボーカルとラップのデュエットが用いられており、カスケーダといった後期のヨーロッパのダンス・ミュージックをさすこともある。
ユーロダンスは、ヨーロッパの特定の地域で制作されるナイトクラブ向けのエレクトロ音楽として定義されるが、クラブに無関心な一般大衆を惹き付ける程度にポピュラーなサウンドも含んでいる。流行歌としても成功を収めたため、後の時代のダンサブルな流行歌にも、その特徴は受け継がれている。

## 詳細
多くのユーロダンスの音楽は、シンセサイザーのリフ、サンプリングされたコーラスつきの女性ボーカル、男声によるラップ、サンプリングされた音源、そして強いビートで構成されている。ユーロダンスの曲は、明るくてテンポが速く、歌詞は愛と平和や、ディスコ、クラブ、ダンス、パーティー、日常生活のストレスからの解放といった内容を歌っている。1990年代のユーロダンスは、ソロボーカルのみもしくは、ラップとボーカルの掛け合いが多かった。多くの楽曲ではラップとボーカルの併用が、たまに用いられた。

### グループ
- リアル・マッコイ
- トゥウェンティ・フォー・セブン
- ブラック・ボックス
- 2 アンリミテッド[注釈 1]
- スクーター
- アクア
- ベンガボーイズ
- Smile.dk
- カートゥーンズ
- エッフェル65
- トーイ・ボックス
- Babe
- A1
- O-Zone
- キャラメル
- K3
- Fragma
- Die Lollipops
- ATC
- Bubbles
- Lollipop
- Ch!pz
- カスケーダ
- イタロブラザーズ
- Wir3
- BeFour
- R.I.O.
- キャラメラガールズ[4]
- Kidtonik[5]
- Six'Co
- Kid2Kid[6]
- Be Wiz'U

### ボーカリスト
- イー・タイプ
- ダブル・ユー（日本の歌手ではない）
- ハダウェイ[7][8]
- ジェシカ・ジェイ
- アレクシア
- テス
- Whigfield
- マーサ・ウォッシュ
- ミス・パパヤ
- Kim Kay
- ロリータ
- Bambee
- Mirah[9]
- Junia[10]
- ジェニー・ロム
- イローナ
- Partybiene[11]
- Sweety[12]
- ピノキオ
- Mia-Sophie[13]
- キャロル[14]
- Pigloo
- べべ・リリー
- Fleur de Vanille[15]
- Titou Le Lapinou
- ホリー・ドリー
- エミリー
- Viky Le Dauphin[16]
- Silly Le Petit Phoque[17]
- シュヌッフェル
- René la Taupe
- Pussycat Tiger[18]
- クララ・ショコラ[19]
- Schnuffelienchen
- Baby Vuvu[20]
- Tiger Boo[21]

### ラップ＋ユーロダンス
- テクノトロニック
- アイスMC
- DJ BOBO
- バービー・ヤング
- Mo-Do
- Solid Base
- Simone Bocchino
- Anime[22]
- Girlie
- Bizzy Bee feat. Lara
- Creamy
- Doolittle
- Babyboy[23]
- Minigirls
- Samantha
- t.A.T.u.
- ヤン・ペイフェル
- DJマニアン
- クレイジー・フロッグ
- Baby Hip Hop[24]
- Caissy & Dijay[25]
- グミベア
- ジャカルタ
- Mr Superfly[26]

ユーロダンスの歌はアーティストの国籍問わず、英語で歌われることも多いが、英語とアーティストの母国語との混合という例もある。ユーロダンスでは、パーカッションやリズムが強調されやすい。パーカッションにはキック・バスドラムを用い、4分の4拍子を基調にしたリズムが見られる。パーカッションはシンセサイザーで鳴らされるが、そのサウンドはラップで言うビートボックスではなくダンスミュージックのビートである。テンポは135BPM前後が多いが100から150まで曲によりさまざまである。
ユーロダンスの楽曲は、バブルガム的なメロディの曲も多い。シンセサイザーによる高速アルペジオはしばしば用いられる。これがHi-NRGとの違いである。シンセサイザーでピアノなどの音色を出すことも多いが、Cartouche『Touch the Sky』のようにカリオペといったほかの音色が出されることもある。短く繰り返しの利いたリフが用いられる一方で、ファン・ファクトリーの『Close To You』などではシンセサイザーが強調された。

## 歴史
ユーロダンスは、初期のテクノ・ハウス・ヒップホップ・NRGの変種といった、複数のスタイルの電子的なダンスミュージックが混合して登場したジャンルである。Hi-NRGやユーロビートの華美なポップさと、テクノやヒップホップの暗さや裏拍を使いこなした複雑なリズム感が融合している。1988年のマーズによる「パンプ・アップ・ザ・ボリューム」はユーロダンスにとってエポックメイキングなヒットとなった。さらに1990年にはブラック・ボックスの「エブリバディ・エブリバディ」が全米ポップ・チャートでヒットしている。
- ドイツ

ドイツはカルチャー・ビート、キャプテン・ハリウッド・プロジェクト、スナップなどユーロダンスのミュージシャンが多い。
- フランス

ルーツはホット・ブラッドやバンザイだが、1980年代から90年代にかけて、より洗練されたユーロダンス・グループが登場した。
- イタリア

イタリア由来のグループとしては、ブラック・ボックスがいる。イタロ・ディスコは、ユーロダンスのサブジャンルとみなされることもあるが、ユーロダンスというよりはむしろHi-NRGの欧州版にあたる『スペース・ディスコ』に影響を受けている。
イタロはユーロダンスの誕生に影響を与えた存在ではあるが、アレクシア、カペラ、CO.RO.、ダブル・ユーといったイタリアのユーロダンスアーティストはオペラのような女性ボーカルを用いる傾向がある。また、エッフェル65といった後期のユーロダンスのアーティストは、行進曲のようなリズムを取り入れた。
ユーロビートという言葉は日本でよく使用され、『Dance Dance Revolution』といった音楽ゲームで使われた。
- Hi-NRG

メインストリームからディスコ・ブームが去ってから、Hi-NRGはアメリカ合衆国のアンダーグラウンド・シーンで生まれた。1980年代後半にはストック・エイトキン・ウォーターマンといったイギリスのレコードプロデューサーと関連付けられ、1990年代前半ごろには、マスターボーイといったバンドがHi-NRGのユーラシア大陸版を生み出していった。
ユーロダンスはBPMの速さや女性ボーカルの多用など、Hi-NRGから強く影響を受けている。マスターボーイからの影響はドクター・アルバンの「It's My Life」や、Haddawayの「What Is Love」なといったデュエットではないユーロダンスの楽曲に見られた。Hi-NRGはディスコが技術面で進化したものであり、ユーロダンスはユーロディスコがテクノの面で進化したものであると解釈することもできる。
- ハウス

同じくアメリカ合衆国のアンダーグラウンドシーンで生まれたハウスは1980年代にアシッド・ハウスやレイブ・テクノとともに欧州にやってきた。1990年代前半にはベルギーで発生したニュービートの人気上昇に伴い、ハウスはベルギーやオランダの文化と結びつくようになった。のちにユーロダンスと呼ばれる音楽の要素を持つ初期のハウスの曲もあった。たとえば、ブラックボックスが1990年にリリースした「Strike It Up」や1992年にSnap! がリリースした「Rhythm is a Dancer」 にはいずれもデュエット形式だった。ラゾーラが1991年にリリースしたEverybody's Free (To Feel Good) には、特徴的なシンセサイザーのリフが入っていた。もっとも、ヨーロッパのハウスミュージックすべてがユーロダンスに吸収されたわけではない。2000年代前半までには、ベニー・ベナッシが2003年にリリースした Satisfaction のように、ハードなシンセサウンドをゆっくりとしたテンポに乗せるハウス・ミュージックもあった。
- ラップ / ヒップホップ

1982年にファルコがリリースした Einzelhaftなどでラップの要素が見られた。90年代には、スナップ!の"ザ・パワー"に続き、テクノトロニックの "パンプ・アップ・ザ・ジャム"がヒットした。テクノトロニックの「ゲットアップ！」も全米7位まで上昇すつヒットになっている。ハウスミュージックとラップの組み合わせはヒップ・ハウスとも呼ばれる。ヒップ・ハウスは確認されている作品では1986年からリリースされ始め、1980年代末から1990年代初頭に掛けてクラブで流行した。ヒップ・ハウスの有名ミュージシャンとしては、ツイン・ハイプ、ミスター・リー、2イン・ア・ルームらがいた。
ユーロダンスの例としてはリアル・マッコイ、アルカザール、カペラ、アレクシア、2 アンリミテッド、バッド・ボーイズ・ブルー、キャプテン・ハリウッド・プロジェクト、カルチャー・ビート、DJボボ、ドクター・アルバン、イー・タイプ、ファン・ファクトリー、アイスMC、インペリオ、インドラ、カスケーダなどがいた。これらのバンドでは女性コーラスと男性ラップのコラボなどが見られた。
ソロアーティストにはアンバーらがいる。ラゾーラはマイケル・ジャクソンの1994年にヨーロッパで行われたデンジャラス・ツアーのサポートに回ったことがある。アンバーはプロデューサーの力を借りずに、一人でレコード会社と契約した人物である。
- USダンス・チャート

1993年から1998年までの間、Rhythmic Top 40、Top 40 Mainstream、Billboard Hot 100にユーロダンスの楽曲がチャートインすることがあったが、それらの楽曲はラップやハウスの要素が強く、そのためヒップハウス・プロジェクトである「スナップ!」は、最初のころアメリカ合衆国でよくヒットした。
NRGの要素の強いアーティストの楽曲は、特別なミックス・ショウでよく流され、アメリカ合衆国でユーロダンスの楽曲を聞くためにクラブへ行く必要があった。クラブDJの人気とともに、ユーロダンスの人気も上がったが、ラジオでは1980年代から90年代のディスコの要素を含んだ曲を流していた。1900年代後半になると、エッフェル65の『ブルー（ダ・バ・ビー）』やアクアの『バービー・ガール』といった曲が大ヒットした。インターヒットレコードが1995年から1998年までに出したDMA Dance: Eurodanceといったコンピレーションアルバムやダンス・ミュージック・オーソリティといった雑誌なども 、アメリカやカナダにおけるユーロダンスの人気を上げたもののひとつである。
- 2000年代

ユーロダンスはテクノの影響を受けていたため、サウンド面でテクノと似たところがある。2000年ごろから、ユーロダンスの影響を受けたトランスが流行し始めた。ユーロダンス再興の背景には、ファイル共有サイトやオンライン・ネットワークサイトといった、音楽や動画を楽しめるウェブサイトの存在があった。
ミルクInc.、スペシャルD、カスケーダ、サンタマリア、シルバー、コロニア、ケイト・ライアン、アシュリー・ジェイド、DJアリゲーター、ジェシー、マーク・アシュリー、といったミュージシャンやグループは、この時代のアーティストであり、ダンス・チャートでシングルやアルバムをヒットさせている。また、ユーロダンスの演奏・リリースを行っているアーティストに、スウェーデンのアレックスがいる。彼は、90年代に人気のあった楽器を用いて当時のユーロダンスを再現している。
- 主なアーティスト

オランダのトゥウェンティ・フォー・セブン、イタリアのエッフェル65、スウェーデンのアルカザール、デンマークのInfernal、ドイツのカスケーダなどが含まれる。